# Grimm (5.ª temporada)
A quinta temporada da série de televisão Grimm foi renovada oficialmente pela NBC e anunciada no dia 5 de fevereiro de 2015.

## Elenco Principal
- David Giuntoli como Nick Burkhardt
- Russell Hornsby como Hank Griffin
- Silas Weir Mitchell como Monroe
- Bitsie Tulloch como Eve/Juliette Silverton
- Reggie Lee como Sargento Drew Wu
- Sasha Roiz como Capitão Sean Renard
- Bree Turner como Rosalee Calvert
- Claire Coffee como Adalind Schade

## Elenco Recorrente
- Damien Puckler como Meisner
- Jacqueline Toboni como Teresa “Encrenca” Rubel
- Anne Leighton como Rachel Wood
- Michael Sheets como Andrew Dixon
- M. Ben Newman como Jeremiah Rogers
- Bailey Chase como Lucien Petrovich
- Danny Bruno como Bud Wurstner

## Elenco Convidado
- Madeline Brewer como Billie Trump
- Elizabeth Rodriguez como agente especial Kathryn Chavez
- Carlson Young como Selina Golias
- Spencer Conway como Alexander
- Madeline Zima como Emily Troyer
- Rick Overton como Felix Deitrich (tio de Monroe)
- Lucy Paschall como Andrea Stroh
- Patrick Fabian como Dr. Eugene Forbes
- Jonathan Patrick Moore como Malcolm Caulfield
- Amber Stonebraker como Summer Blake
- Claire Risby como Aimee Diaz
- Lauren Bair como enfermeira Madison
- Dana Millican como M.E. Bindra
- Noah Greene como Brian Grady
- William Mapother como pregador evangélico Dwight Eleazer
- Darragh Kennan como Dr. Ian Krieger
- Damien Geter como John
- Ehren McGhehey como Luke Virkler
- Ben Blair como Peter
- Hannah Loyd como Diane
- Cary-Hiroyuki Tagawa como Takeshi Himura
- Matthew Yang King como Jin Akagi
- Keiko Agena como Madoka Akagi
- Scarlett McAlister como Teri Johnson
- Nathan Kornelis como Dennis Johnson
- Alina Sconiers como Patricia Voorhees
- Kyler Morrison como Brian Johnson
- Joel Ambo como Kuma Akagi
- Shelly Lipkin como Harrison Berman
- Sharon Leal como Zuri Ellis
- Robert Blanche como Franco
- Shaun Toub como Conrad Bonaparte
- Dan Crisafulli como Theodore Delano
- Sarah Siadat como Doutor
- Leah Huebner como Enfermeira
- Seth Rue como Orderly
- Ezekiel Boston como Hundjarman

## Transmissão
Depois de apresentar os últimos nove episódios da temporada anterior nas sextas, às 20h, o seriado voltará à grade normal de programação, toda sexta, às 21h.

### Filmagem
Como as quatro temporadas anteriores, a maioria das filmagens ficam localizadas na área de Portland, Oregon. A filmagem para a quinta temporada começou em 7 de julho de 2015.

## Episódios
| N. | Título original (Título em Português)                            | Diretor(es)                | Escritor(es)               | Estreia                 | Audiência em milhões (EUA) |
| --- | ---------------------------------------------------------------- | -------------------------- | -------------------------- | ----------------------- | -------------------------- |
| 1 (89) | "The Grimm Identity (A Identidade Grimm)"                        | Eric Laneuville            | David Greenwalt e Jim Kouf | 30 de outubro de 2015   | ASA                        |
| Na pista da decapitação de sua mãe e da morte de Juliette, as coisas nunca foram mais caóticas para Nick. Tendo perdido muito, Nick tem de cavar fundo e decidir que tipo de pessoa quer ser, ao mesmo tempo arcar com a paternidade de uma criança com sua inimiga mortal, Adalind. Sua busca pela verdade o leva à agente do FBI Chavez e o coloca em divergência com as pessoas próximas a ele. Citação de Abertura: “Não é de luz que precisamos, mas de fogo.” |                                                                  |                            |                            |                         |                            |
| 2 (90) | "Clear And Wesen Danger (Limpeza e Ameaça Wesen)"                | Norberto Barba             | Thomas Ian Griffith        | 6 de novembro de 2015   | ASA                        |
| Além de ter se tornado pai, Nick também precisa enfrentar grandes mudanças para manter tanto seu filho quanto Adalind a salvo. Enquanto isso, Rosalee e Monroe tentam ajudar na preparação para a chegada do novo membro da família. Já Capitão Renard coloca Hank para trabalhar com um novo parceiro a fim de investigar um assassinato brutal ocorrido em um grupo de investimentos. Wu também aparece. Citação de Abertura: “Estime aqueles que buscam a verdade, mas cuidado com aqueles que encontram.” |                                                                  |                            |                            |                         |                            |
| 3 (91) | "Lost Boys (Garotos Perdidos)"                                   | Aaron Lipstadt             | Sean Calder                | 13 de novembro de 2015  | ASA                        |
| Rosalee desaparece após um bando de crianças órfãs defini-la como a mãe que eles sempre quiseram ter. Furioso, Monroe se junta a Nick e Hank em uma corrida contra o tempo para encontrar Rosalee após descobrirem uma conexão com um caso anterior de pessoas desaparecidas que não terminou com um final feliz. Enquanto isso, Adalind poderá ter um regresso à sua carreira depois de encontrar uma antiga colega. Citação de Abertura: “Acho que já tive uma mãe.” |                                                                  |                            |                            |                         |                            |
| 4 (92) | "Maiden Quest (Resgate da Donzela)"                              | Hanelle Culpepper          | Brenna Kouf                | 20 de novembro de 2015  | ASA                        |
| Um rico mafioso envia três jovens em uma jornada para ganhar a mão de sua filha, Elena, em casamento, conquistando também o direito à sua fortuna. Enquanto trabalham para completar as tarefas, corpos começam a aparecer, o que leva Nick e Hank a investigarem o caso. Citação de Abertura: “Quem tentar sem êxito, após três dia e três noites, será condenado à morte.” |                                                                  |                            |                            |                         |                            |
| 5 (93) | "The Rat King (Rei dos Ratos)"                                   | David Solomon              | Jeff Miller                | 4 de dezembro de 2015   | ASA                        |
| Nick e Hank são chamados a uma cena criminal quando três wesens saem para uma caçada no lixão local e encontram mais do que esperavam, já que dois deles acabam mortos após se depararem com o mítico Rei Rato. Enquanto isso, Encrenca, bastante machucada, é levada ao hospital e Nick finalmente conhece Meisner. Citação de Abertura: “Ratos! Brigaram com os cães e mataram os gatos…” |                                                                  |                            |                            |                         |                            |
| 6 (94) | "Wesen Nacht (Pesadelo Wesen)"                                   | Darnell Martin             | David Greenwalt e Jim Kouf | 11 de dezembro de 2015  | ASA                        |
| Ataques direcionados a empresários wesen mostram que Monroe pode estar em perigo. Nick e Hank investigam uma onda de vandalismo coordenada por uma gangue wesen que resulta na morte de um empresário local e no sequestro de Monroe e de um amigo de Rosalee. À medida que aprofundamos, eles descobrem que Portland não foi a única cidade atingida por uma onda de violência. Enquanto isso, Encrenca revela para Nick e Adalind o que tem feito. Em outro lugar, Capitão Renard põe o dedo na política apoiando um candidato local. Citação de Abertura: “Desperte, levante ou fique para sempre caído.” |                                                                  |                            |                            |                         |                            |
| 7 (95) | "Eve of Destruction"                                             | John Behring               | Thomas Ian Griffith        | 29 de janeiro de 2016   | ASA                        |
| Depois da aparição de Juliette, Nick confronta Encrenca por respostas e ela revela que Chavez sabia que Juliette era um Hexenbiest e queria transformá-la em uma arma. Mas Encrenca acrescenta que não tinha certeza se Juliette teria sobrevivido ao que a Muralha de Adriano tinha reservado para ela. Para fazer as pazes com Nick, Encrenca reúne-se com Meisner em segredo e ele começa a concordar em deixar Nick atender Juliette, mas em um momento e local de sua escolha. Enquanto isso, Monroe, Rosalee, o capitão e Hank interrogam Xavier, e este revela que a quadrilha wesen tinha seus olhos em Nick e Monroe. Xavier acrescenta que qualquer wesen que não se juntar a eles em sua missão será morto. Hank e o capitão levam Xavier para a delegacia e prendem-no em uma cela até que ele possa ser colocado em prisão preventiva, mas seu plano é frustrado quando Lucien, líder do grupo Garra Negra, envia um assassino para matar Xavier. O assassino se apresenta como um bêbado e se joga na cadeia ao lado de Xavier. Ele se transforma e mata Xavier à vista de todos, fazendo com que um policial atire nele antes de Nick, Hank, Wu e o capitão possam intervir. Monroe e Rosalee levam uma situação ao Conselho Wesen, e Alexander informa-lhes que uma organização chamada Garra Negra está por trás da revolta, mas que ele não pode entrar em mais detalhes. Mas logo depois, um membro do Conselho Wesen revela-se fazer parte da Garra Preto e embosca a maioria do Conselho durante uma reunião. Alexander, o único membro que conseguiu fugir, chama Rosalee e compartilha a preocupante notícia. Nick finalmente fica cara a cara com Juliette em um restaurante, onde ela se apresenta como Eva. Ela se esquiva de perguntas de Nick, mas admite lembrar de tudo. De repente, ela se levanta, se transforma e mata um homem por telecinese. Rapidamente Nick saca sua arma. Até o momento da polícia chegar, Nick tem que lidar com a situação e Juliette está desaparecida. Meisner telefona para Nick e explica que a reunião foi uma armadilha: a Muralha de Adriano precisava da ajuda de Nick para tirar um importante organizador do grupo Garra Negra. A reunião foi um teste e Nick passou. Citação de Abertura: “Eu fui entortada e empenada; mas, espero, para uma forma melhor.” |                                                                  |                            |                            |                         |                            |
| 8 (96) | "A Reptile Dysfunction (Um Réptil Monstruoso)"                   | David Straiton             | Michael Golamco            | 5 de fevereiro de 2016  | ASA                        |
| Uma lenda local volta à vida enquanto Nick e Hank investigam um local ligado com a morte de um turista. Ao mesmo tempo, o passado de Rosalee retorna para assombrá-la. Já Renard continue a apoiar seu candidato à prefeitura. Para completar, Nick descobre o tamanho da revolta wesen quando uma agência secreta do governo o leva ao seu centro de operações em Portland. Citação de Abertura: “Um otário nasce a cada minuto. (David Hannum)” |                                                                  |                            |                            |                         |                            |
| 9 (97) | "Star-Crossed (Os Destinos se Encontram)"                        | Carlos Avila               | Sean Calder                | 12 de fevereiro de 2016 | ASA                        |
| Um bárbaro ritual wesen é trazido para o presente e Nick, Hank e Wu já estão cinco passos atrás do serial killer. A fim de ajudar na investigação, Monroe trabalha infiltrado. Ao mesmo tempo, a guerra se intensifica e Eva usa suas habilidades únicas para interrogar um suspeito. Citação de Abertura: “Só que você não deve beber o sangue; deve derramá-lo sobre a terra como água.” |                                                                  |                            |                            |                         |                            |
| 10 (98) | "Map Of The Seven Knights (O Mapa dos Sete Cavaleiros)"          | Aaron Lipstadt             | Jim Kouf                   | 19 de fevereiro de 2016 | ASA                        |
| Monroe recebe a ligação de um parente alemão, algo que levará Nick para mais perto de seus ancestrais. No entanto, as coisas se complicam quando o grupo Garra Negra se mostra interessado em certos artefatos. Ao mesmo tempo, Renard ajuda um candidato a ter vantagem sobre seu oponente. Já Encrenca confronta Eva a respeito de Nick e Adalind. Citação de Abertura: “A história é o pesadelo do qual estou tentando acordar.” |                                                                  |                            |                            |                         |                            |
| 11 (99) | "Key Move (Elemento-chave)"                                      | Eric Laneuville            | Thomas Ian Griffith        | 4 de março de 2016      | ASA                        |
| Artefatos recentemente adquiridos levam Nick e Monroe para mais perto da fonte de um mistério de longa data. Enquanto isso, o grupo Garra Negra toma uma atitude mortal que coloca Portland em desequilíbrio. Citação de Abertura: “Não está em mapa algum; os verdadeiros lugares nunca estão.” |                                                                  |                            |                            |                         |                            |
| 12 (100) | "Into The Schwarzwald (Explorando a Floresta Negra)"             | Norberto Barba             | David Greenwalt e Jim Kouf | 11 de março de 2016     | ASA                        |
| Nick e Monroe encontram um tesouro na Alemanha, algo que esteve escondido por séculos. De volta a Portland, Renard se junta a Hank e Wu a fim de encontrar um assassino mortal que espalhou o caos na cidade. Mal sabem eles que Eva também está em uma caçada própria a este mesmo homem. Para completar, alguém do passado de Rosalee a encontra. Citação de Abertura: “O que é passado é prólogo.” |                                                                  |                            |                            |                         |                            |
| 13 (101) | "Silence Of The Slams (O Silêncio dos Mascarados)"               | David Straiton             | Brenna Kouf                | 18 de março de 2016     | ASA                        |
| Um fabricante local de máscaras está focando em wesens para criar artefatos que dão poder aos usuários. Enquanto Nick, Hank, Monroe e Rosalee trabalham para interromper as mortes, Renard considera uma oferta que o deixará mais perto de reivindicar seu destino. Para completar, a investigação de Eva de um incidente recente levanta novas questões. Citação de Abertura: “Dê uma máscara a um homem e ele mostrará sua verdadeira face.” |                                                                  |                            |                            |                         |                            |
| 14 (102) | "Lycanthropia (Licantropia)"                                     | Lee Rose                   | Jeff Miller                | 25 de março de 2016     | ASA                        |
| Após um ataque brutal nos bosques, Nick e Hank se deparam com uma doença terrível wesen que pode ser a inspiração para o mito moderno do lobisomem. Enquanto isso, Adalind recebe a oferta de uma aliança que pode ajudá-la a recuperar o que ela quer mais. Por fim, a investigação de Eva leva a uma revelação surpreendente. Citação de Abertura: “O mundo é cheio de coisas óbvias que ninguém tem a chance de observar.” |                                                                  |                            |                            |                         |                            |
| 15 (103) | "Skin Deep (Superficial)"                                        | Karen Gaviola              | Michael Golamco            | 1º de abril de 2016     | ASA                        |
| Quando Nick e Hank se deparam com uma bela jovem que parece ter envelhecido 70 anos durante a noite e falecido, eles suspeitam de um envolvimento wesen. A investigação leva a um médico local, e Rosalee ajuda a descobrir a verdade. Enquanto isso, Eva toma medidas ousados para descobrir mais sobre negociações nefastas do Capitão Renard. Citação de Abertura: “É incrível o quão é difundida a ilusão de que a beleza é igual a bondade.” |                                                                  |                            |                            |                         |                            |
| 16 (104) | "The Believer (O Crente)"                                        | David Greenwalt e Jim Kouf | John Behring               | 8 de abril de 2016      | ASA                        |
| Um pastor evangélico atrai mais "crentes fiéis" com o poder de sua identidade wesen; Nick e Hank precisam se envolver quando surgem problemas. Enquanto isso, o capitão Renard toma medidas adicionais para manter o domínio no governo local; e Eva pede uma página do livro de Adalind para ganhar mais acesso ao grupo Garra Negra. Citação de Abertura: “Somos nosso próprio demônio, e fazemos deste mundo nosso próprio inferno.” |                                                                  |                            |                            |                         |                            |
| 17 (105) | "Inugami (Inugami, o Cão Vingador)"                              | Sharat Raju                | Kyle McVey                 | 15 de abril de 2016     | ASA                        |
| Jovens locais estão em perigo devido a um antigo código de vingança que tem sido adotado por um japonês wesen. Adalind cruza o caminho de Eva ao voltar a trabalhar em seu escritório de advocacia. Citação de Abertura: “O desejo de vingança é fruto da paixão; a vingança pode levar à justiça.” |                                                                  |                            |                            |                         |                            |
| 18 (106) | "Good to the Bone (Dessa fruta eu como até o caroço)"            | Peter Werner               | Martin Weiss               | 22 de abril de 2016     | ASA                        |
| Adalind e Nick se tornam mais íntimos. Hank depara-se com Zuri Ellis, uma antiga paixão, e eles concordam em jantar. Um motorista bêbado é sequestrado e tem seus ossos dissolvidos por um pássaro parecido com wesen como alimento para seus pais adoecidos. Adalind suspeita que Renard usará sua filha Diana em sua tentativa de se tornar prefeito. Nick diz a ela que Renard está trabalhando com o grupo Garra Negra. Eva, que continua a monitorar Adalind, aprende sobre Diana. Nick, Hank, Monroe e Wu montam uma armadilha para capturar o assassino, mas Wu, cujos sintomas pioram a cada momento, se transforma em um wesen desconhecido, bate-se inconsciente e é sequestrado pelo assassino, mas é salvo por Nick e Hank e o wesen é atropelado por um caminhão e morre. No necrotério, seus pais comem seus ossos. Rosalee cuida do bebê Kelly enquanto Adalind atende Renard que a sequestra e reúne-se com Diana. Citação de Abertura: “O mal que os homens fazem vive depois deles; já a bondade é muitas vezes enterrada com seus ossos.” |                                                                  |                            |                            |                         |                            |
| 19 (107) | "The Taming Of The Wu (A Domesticação de Wu)"                    | Terrence O'Hara            | Brenna Kouf                | 29 de abril de 2016     | ASA                        |
| Sofrendo com a mordida que levou, Wu se envolve em uma briga surpreendente que pode deixá-lo em maus lençóis. Após a reunião do misterioso Bonaparte, Adalind tem que enfrentar uma difícil situação que poderá mudar a relação dela com Nick. Enquanto isso, Hank fica ainda mais próximo de Zuri e sua relação começa a tomar forma. De volta ao QG, Eva percebe que uma nova força pode comprometer toda a operação. Citação de Abertura: “Nada é tão doloroso para a mente humana como uma grande e repentina mudança.” |                                                                  |                            |                            |                         |                            |
| 20 (108) | "Bad Night (Uma Noite Ruim)"                                     | Norberto Barba             | Sean Calder                | 13 de maio de 2016      | ASA                        |
| Nick depende de Monroe e Rosalee e se preocupa que pode botar tudo a perder caso Monroe continue infiltrado no grupo Garra Negra. Perturbada com Adalind e Kelly sair, Nick tenta entrar em contato com Hank, em seguida, vai à casa de Sean Renard, apenas para encontrá-lo completamente esgotado. Monroe e Rosalee conseguem acalmá-lo e eles decidem informá-lo para a Fortificação de Adriano sobre o que aconteceu. Renard chama Nick para encontrá-lo na delegacia de polícia onde ele admite ter Adalind, Diana e Kelly, bem como trabalhar com o grupo Garra Negra, mas insiste para que Nick também se junte a eles. Adalind é confrontada com uma decisão muito difícil, a fim de proteger seus filhos. Enquanto isso, Hank prende Tony (ex de Rosalee) por invadir a casa de Zuri, apenas para descobrir que eles estão trabalhando para o grupo Garra Negra. A relação de Hank com Zuri toma um rumo inesperado e Wu tenta ganhar o controle de sua nova realidade. Nick decide mostrar para Encrenca o que encontrou na Alemanha, apenas no caso de alguma coisa acontecer com ele. O episódio termina com prefeito Renard sendo eleito, enquanto Encrenca e Eva começam a interrogar Zuri. Citação de Abertura: “Temos que desconfiar uns dos outros. É a nossa única defesa contra a traição.” |                                                                  |                            |                            |                         |                            |
| 21 (109) | "The Beginning Of The End, Part One (O Começo do Fim, parte I)"  | David Greenwalt            | David Greenwalt e Jim Kouf | 20 de maio de 2016      | ASA                        |
| Após Renard ser declarado prefeito, Hank é preso quando dois corpos são encontrados em sua casa. Nick percebe que isso foi armação do grupo Garra Negra. Com a ajuda de Monroe, ele descobre a localização de Hank através de Tony. Nick, Encrenca e Eva vão salvar Hank, e descobrem que era uma armadilha para deixá-los fora da sede da Fortificação de Adriano. Eles retornam, mas encontram todos mortos, incluindo Meisner. Descontrolado, Nick ataca Renard na delegacia de polícia e Renard tem que prendê-lo por lesão corporal. Citação de Abertura: “É melhor morrer de pé do que viver de joelhos.” |                                                                  |                            |                            |                         |                            |
| 22 (110) | "The Beginning Of The End, Part Two (O Começo do Fim, parte II)" | Norberto Barba             | Thomas Ian Griffith        | 20 de maio de 2016      | ASA                        |
| O grupo Garra Negra começa a fazer seu movimento quando descobrem que Nick foi detido após atacar Renard. Preso, Nick orienta Hank a reunir Monroe, Rosalee, Encrenca e Eva no apartamento. Wu não deixa a delegacia, mesmo após uma avalanche de chamadas de emergência (190). Monroe e Rosalee retornam à loja de especiarias para esconder os livros Grimm e levam as armas, enquanto os outros vão resgatar Nick. O Garra Negra leva Nick para a delegacia norte, onde todos são adeptos do grupo. Bonaparte tortura Nick para que entregue o livro dos Grimm. Monroe, Rosalee, Encrenca, Eva e Wu invadem a delegacia norte e conseguem resgatar Nick, mas Eva é ferida após lutar contra Conrad Bonaparte. Todos eles se reagrupam no sótão, onde Nick tenta curar Eva com a vara, mas as coisas pioram quando Diana avisa a Nick, a pedido de Adalind, que Bonaparte sabe a localização de todos. Nick fica para trás para lutar enquanto os outros escapam através dos túneis. Nick é baleado, mas em poder da varinha, se curae mata o wesen. Renard chega com Bonaporte que tenta matar Nick. Diana envia uma magia ao pai que enfia a espada no coração de Bonaparte, impedindo a morte de Nick. Renard e Nick se entreolham sem entender o que está acontecendo. Citação de Abertura: “Todo mundo tem vontade de poder.” |                                                                  |                            |                            |                         |                            |